# Французская оккупация Мальты
Французская оккупация Мальты началась в июне 1798 года, когда войска Первой республики под руководством Наполеона Бонапарта высадились на остров и заставили Мальтийский орден и гарнизон острова сдаться, и закончилась в 1800 году после двухлетней осады, которую вела антифранцузская коалиция. В течение двух лет Мальта фактически была частью владений Французской Республики, а на её территории действовало французское законодательство, по которому было введено множество республиканских новшеств. О следах оккупации напоминают разные таблички, установленные на фасадах зданий, ранее принадлежавших Мальтийскому ордену.
Во время оккупации Мальты французами были введены бесплатное обучение, свобода печати (при единственной газете Journal de Malte), законом упразднены дворянство и феодальная система, запрещены инквизиция и рабство в любой форме. Тем не менее, недовольные жители во главе с Национальным собранием подняли восстание и вынудили все французские силы отступить в Валлетту, где французы держали оборону около двух лет, прежде чем из-за нехватки продовольствия  вынуждены были подписать капитуляцию.

## Вторжение на Мальту[англ.]
19 мая 1798 года французский флот отплыл из Тулона, сопровождая экспедиционные силы численностью 30 тысяч человек, которые возглавлял генерал Наполеон Бонапарт. Войска отправлялись в Египет с целью усиления французского влияния в Азии и попытки заключения мира с Великобританией после начала в 1792 году революционных войн. Двигаясь в юго-восточном направлении, флот усиливался транспортами из портов Италии. 9 июня 1798 года в 5:30 он подошёл к Валлетте. Мальта в то время была под властью ордена святого Иоанна, старинного и влиятельного ордена, который потерял многие свои ценности во время Великой французской революции.
Наполеон потребовал от мальтийских рыцарей позволить его кораблям встать на стоянку в гавани Валлетты и пополнить припасы, однако гроссмейстер Фердинанд фон Гомпеш цу Болхейм отказался выполнить требования, сославшись на то, что порт мог вместить только два корабля, поскольку Мальтийский орден занимал позицию нейтралитета. В ответ на это Наполеон приказал флоту обстрелять Валлетту. 11 июня войска генерала Луи Бараге д’Илье высадились на острове в семи точках. Французские рыцари из ордена дезертировали и не оказали никакого сопротивления революционным войскам, а оставшиеся силы оказались не в состоянии задержать французов. Около 2 тысяч ополченцев держались порядка суток, прежде чем город Мдина был захвачен генералом Клодом-Анри Бельграном де Вобуа. Несмотря на то, что Валлетта могла в принципе выдержать длительную осаду, Гомпеш после переговоров согласился сдаться на милость Бонапарту и передать все ресурсы острова в обмен на имения и пенсии для гроссмейстера и его рыцарей. Наполеон, приняв капитуляцию мальтийских рыцарей, разместил гарнизон численностью 4 тысячи человек и отправился 19 июня в Александрию с оставшимися силами экспедиционных войск.

## Реформы
Во время пребывания Наполеона на острове его резиденцией был Палаццо-Паризио в Валлетте, где сейчас располагается Министерство иностранных и европейских дел Мальты. Наполеон издал ряд распоряжений и провёл серию реформ, которые были основаны на принципах Первой республики. Реформы подразделяются на социальные, административные, образовательные и реформы в плане отношения церкви и государства.

### Социальные
Мальтийцам были гарантированы равные права перед законом, всех их признали гражданами Рима. Были упразднена мальтийская аристократия и отменено рабство, освобождены все политические узники (в том числе Микель Антон Вассалли и лидеры восстания священников). Французами гарантировались свобода слова и печати, хотя единственной газетой была правительственная Journal de Malta). Также было создано правительство из пяти мальтийцев, которые бы управляли островом. Мальтийским евреям было предоставлено разрешение возвести синагогу.

### Административные
Имущество Мальтийского ордена было национализировано и передано французскому правительству. Для управления островом была назначена специальная Правительственная комиссия (фр. Commission de gouvernement), состоявшая из следующих лиц:
| Должность                         | Лицо                                                                    |
| --------------------------------- | ----------------------------------------------------------------------- |
| Состав правительственной комиссии |                                                                         |
| Военный губернатор                | Клод-Анри Бельгран де Вобуа                                             |
| Комиссар                          | Мишель Луи Этьен Реньо                                                  |
| Председатель Гражданской комиссии | Жан де Буаредон де Рансижа                                              |
| Секретарь комиссара               | Корретери                                                               |
| Члены                             | Дон Франческо Саверио Каруана (канонник Мдинского собора Святого Павла) |
| Члены                             | Барон Жан-Франсуа Дорель (судья университета)                           |
| Члены                             | Доктор Винченцо Каруана (секретарь архиепископа, председатель суда)     |
| Члены                             | Кристофоро Френдо (нотариус)                                            |
| Члены                             | Бенедетто Скембри (магистрат)                                           |
| Члены                             | Паоло Кьянтар (купец)                                                   |
| Члены                             | Карло Астор                                                             |
| Комиссия по районам               |                                                                         |
| Члены                             | Мартьё Пуссиельг                                                        |
| Члены                             | Жан-Андре Карузон                                                       |
| Члены                             | Робер Руссель                                                           |

Мальта была разделена на кантоны и муниципалитеты, каждым из которых управляли президент, секретарь и четыре члена регионального правительства:
Была также образована Национальная гвардия численностью 900 человек.

### Образовательные
В городах и деревнях планировалось создать начальные школы, а 60 студентов собирались пригласить учиться во Францию. Мальтийский университет намеревались переименовать в Политехнический (фр. Polytechnique), где преподавались бы естественные науки. Ни одна из этих инициатив в жизнь не была претворена.

### Отношения церкви и государства
Помимо традиционной объявленной свободы вероисповеданий, на Мальте было объявлено о национализации церковного имущества: религиозные ордена получили право сохранить за собой только один монастырь. Была упразднена инквизиция, а последнего инквизитора выслали с острова. Позже, однако, французские войска стали откровенно разворовывать церковное имущество, что стало для мальтийцев последней каплей.

## Восстание местных жителей
Французские власти расформировали организации Мальтийского ордена и стали давить на римско-католическую церковь, вызвав недовольство населения. Более того, никто не получал зарплату и пенсии, а французы вынуждены были конфисковать всё золото и серебро из банков и дворцов ордена. Церковное имущество было изъято и использовано для оплаты похода в Египет, что возмутило население ещё больше. 2 сентября 1798 года терпение мальтийцев лопнуло и вылилось в восстание в разгар аукциона, на котором продавалось церковное имущество. Было образовано Национальное собрание Мальты, которое прозвали также и Мальтийской армией, собранной из ополченцев. Его батальоны вытеснили французов в Валлетту и взяли город в осаду: армией ополченцев численностью до 10 тысяч человек руководили Эммануэле Витале и канонник Франческо Саверио Каруана.
Поскольку взять Валлетту ополченцам было невозможно сходу, они стали сооружать осадные укрепления, окружив гавань и начав обстрел французских позиций. Через год подошла британская помощь: гражданским комиссаром был назначен капитан ВМС Британии сэр Александр Болл. 5 сентября 1800 года после долгой осады французы капитулировали и были доставлены в Тулон на бортах британских кораблей. Мальта же стала британским владением.

### Гоцо
28 октября 1798 года Болл заставил сдаться гарнизон острова Гоцо в лице 217 французов и передать остров британцам. Островом стал править архипресвитер Саверио Кассар от имени Фердинанда I, короля Обеих Сицилий. В 1801 году Кассар был отстранён британцами от власти, и Гоцо утратил свою независимость.